# 안티 드론 시스템
안티 드론 시스템 (영어: Anti-Drone System, ADS)은 첨단 드론 방어 시스템이다.

## 상세
2022년 9월 22일, 2022 대한민국방위산업전에서 첫 공개됐다. 안티 드론 시스템은 드론의 전파를 방해해 날지 못하도록 하는 소프트 킬 기능과 직접 요격 할 수 있는 하드 킬 기능이 적용됐다. 인공지능 소프트웨어 기술과 레이더 및 원거리 광학 감시장치 등을 사용해 드론을 정밀하게 식별하고 추적할 수 있다.
드론 타격 장치로는 40㎜ 공중폭발탄을 적용됐으며, 요격 확률을 높이는 동시에 군집 드론에 대한 대응이 가능하다.

## 같이 보기
- 현대위아
- 드론